# Stazione di Panchià
La stazione di Panchià è stata una fermata ferroviaria posta lungo la ex linea ferroviaria a scartamento ridotto Ora-Predazzo chiusa il 10 gennaio 1963, a servizio del comune di Panchià.

## Strutture e impianti
La fermata era composta da un fabbricato viaggiatori e dal solo binario di circolazione. Al 2024 non rimane traccia della fermata, il fabbricato è stato demolito negli anni duemiladieci per far spazio ad un parcheggio mentre il binario è stato smantellato e al suo posto venne realizzata una pista ciclabile.